# Marktplatz 10 (Bad Kissingen)

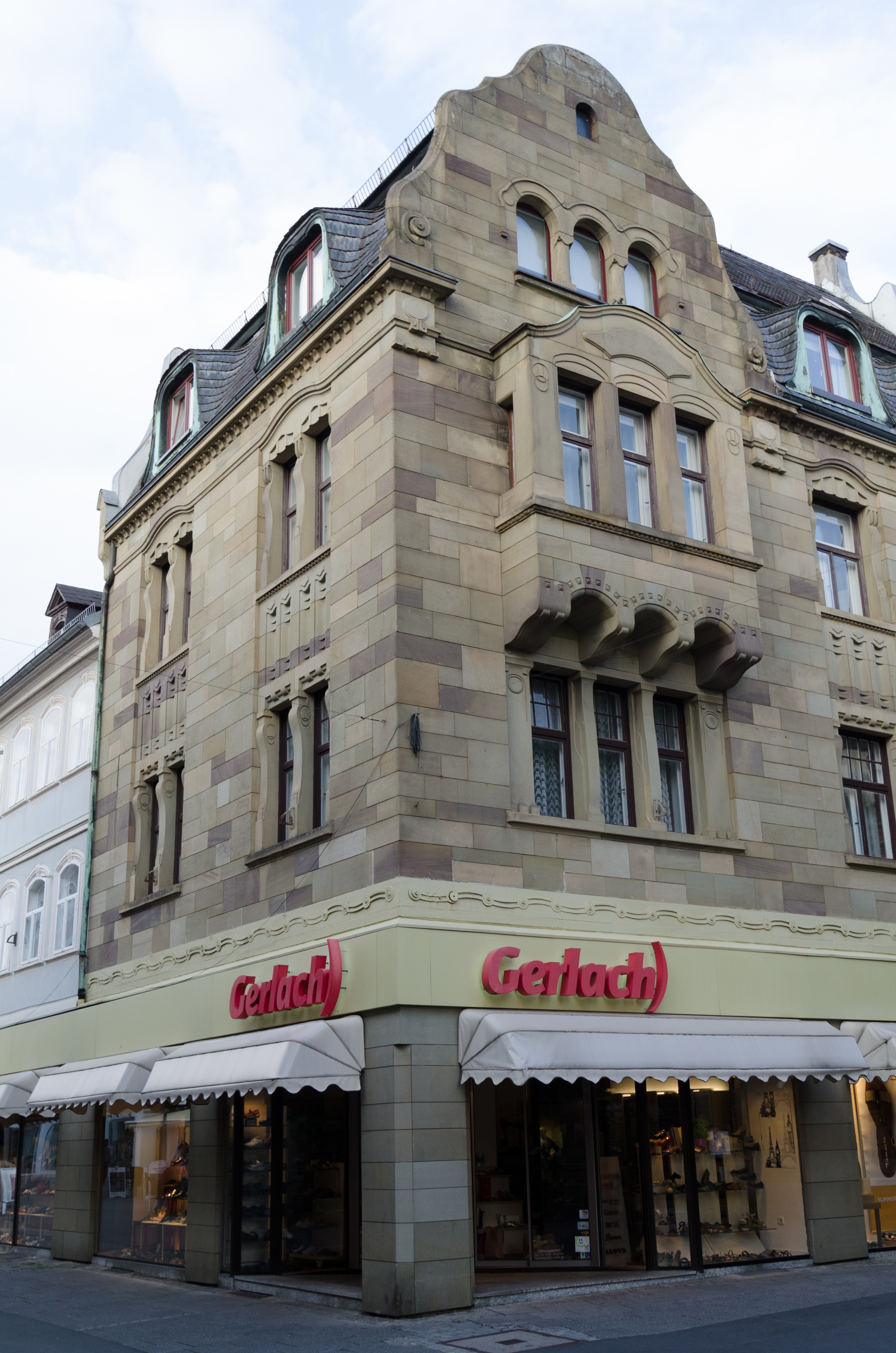
Marktplatz 10 in Bad Kissingen

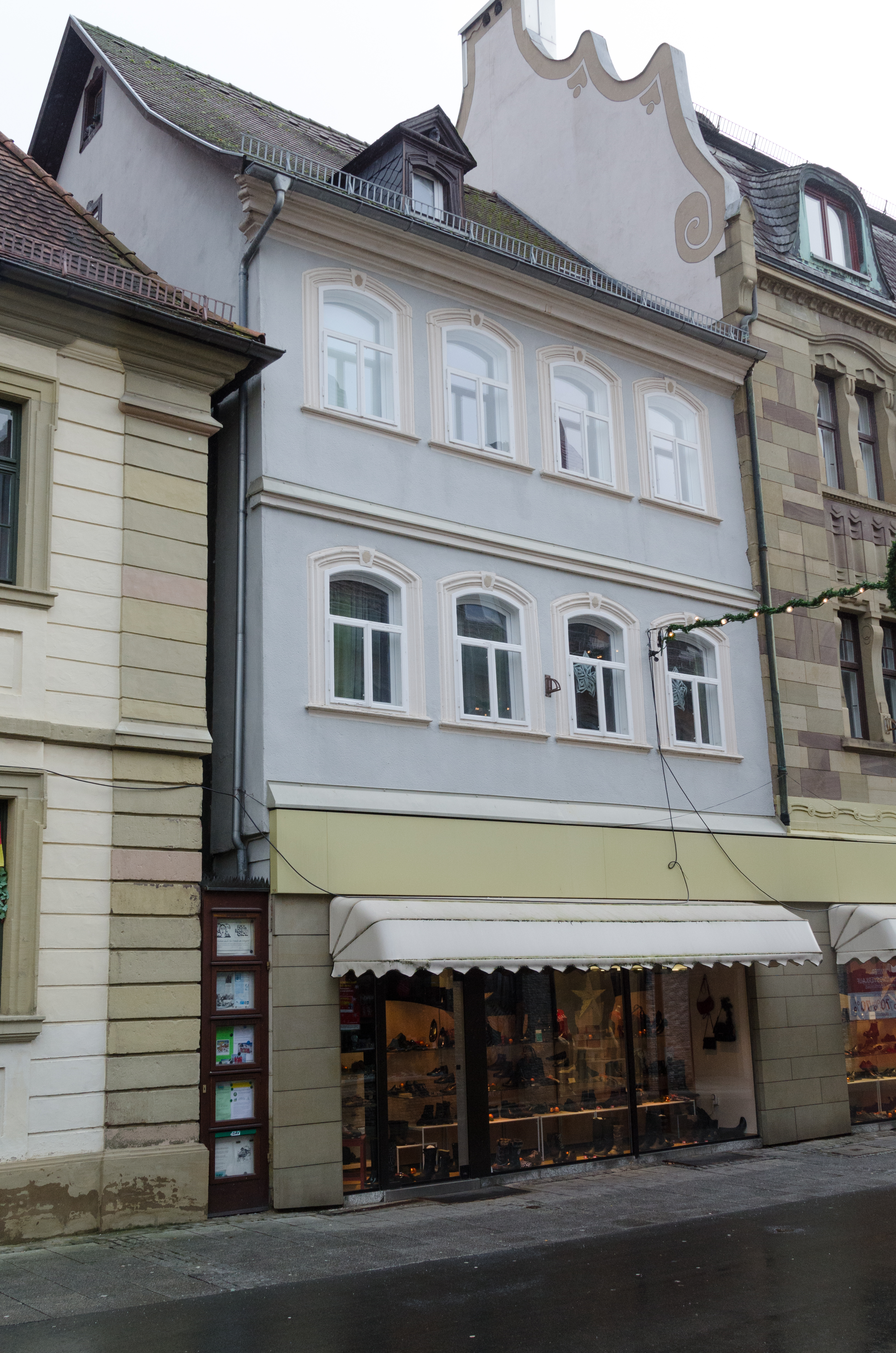
Rückgebäude (18. Jahrhundert)

Das Gebäude Marktplatz 10 in Bad Kissingen, der Großen Kreisstadt des unterfränkischen Landkreises Bad Kissingen befindet sich auf dem Marktplatz des Ortes, gehört zu den Bad Kissinger Baudenkmälern und ist unter der Nummer D-6-72-114-57 in der Bayerischen Denkmalliste registriert.

## Geschichte
Am Standort des heutigen Anwesens Marktplatz 10 befand sich vorher ein schlichteres Giebelhaus. Das heutige Anwesen entstand im Jahr 1907 als dreigeschossiger Sandsteinbau im Jugendstil und wurde vom Bad Kissinger Architekten Carl Krampf errichtet. Der Gesamtentwurf strebt im Sinne des Jugendstils mit traditionellen Motiven wie Giebel und Erker eine plastische Wirkung an und bildet damit einen Gegensatz zur Gründerzeit.
Zur Oberen Markstraße hin ist an das Anwesen ein dreigeschossiges Rückgebäude angeschlossen. Dieses entstand als Traufseitbau in der zweiten Hälfte des 18. Jahrhunderts. Seine barocke Gestaltung äußert sich in den stichbogig abschließenden Fensterrahmungen mit Keilsteinen, dem Gurtgesims, dem Kranzgesims und der Dachgaube.
In dem Anwesen mit Rückgebäude befindet sich heute ein Schuhgeschäft.